# 劉安國 (明朝)
劉安國（16世紀—17世紀），字康侯，雲南臨安府建水州人，明朝軍事人物。

## 生平
劉安國年輕時有文名，學使范允臨善鑑識，指出他會以武功顯貴，於是改從武學，萬曆三十二年（1604年）中武進士，任臨元守備，普名聲作亂，他和溫如珍分守南城，日夜巡守，保全城池居功最多，又奉命送餉入四川，因保衛邊境功勞陞松潘總兵致仕，兩次得賜存問。

## 引用
1. 1 2  雍正《建水州志·卷八·人物》：劉安國 字康侯，建水人，少與萬文彩同學，文名不相下，學使范允臨善風鑑，謂安國當以武功顯，改武庠中武進士，任臨元守備，普酋叛，與溫如珍分守南城，全城之功居多，奉賫餉入川，以靖邊功陞松潘總兵致仕，兩賜存問。
2. ↑  光緒《臨安府志·卷十四·人物》：明建水……劉安國 字康侯，萬厯甲辰武進士，官守備，時普酋叛，與溫如珍分守南城，晝夜巡警，後任松潘總鎮。